# Inga Beale
Dame Inga Kristine Beale, DBE (15 de mayo de 1963) es una empresaria británica y ex directora ejecutiva de Lloyd's of London. En junio de 2018, se anunció que dejaría el cargo de directora ejecutiva de Lloyd's después de liderar el mercado mundial de seguros y reaseguros durante cinco años, integrando la modernización y el cambio cultural durante su mandato.

## Biografía
Beale es la segunda hija de padre inglés y madre noruega. Estudió economía y contabilidad en Newbury College, Berkshire. Es abiertamente bisexual.
Beale compitió en rugby con el equipo de los Wasps de Londres hasta los treinta años, casi llegando al nivel internacional. En 2013 se casó con Philippe Pfeiffer, un diseñador de joyas suizo, y la pareja vive en Spitalfields.

## Carrera profesional
Beale comenzó su carrera en 1982 en la compañía Prudential Assurance Company en Londres. Se especializó en tratados internacionales de reaseguros. La industria en ese momento era predominantemente masculina; en una ocasión se mostró en desacuerdo con los carteles en la oficina que mostraban mujeres semidesnudas, consiguiendo tan solo que sus colegas los pegaran en su ordenador y en su silla.
Se tomó un año sabático en 1989, recorriendo Australia en bicicleta y como mochilera Asia. Dejó Prudential en 1992 para trabajar como aseguradora en la división de seguros de General Electric. Se unió a la gerencia de GE en Kansas en 2001. Continuó en GE Insurance Solutions hasta 2006, asumiendo funciones de liderazgo en París y Múnich. Beale pasó posteriormente a dirigir la reaseguradora suiza Converium, dando un giro a la compañía. En 2008, se incorporó Zurich Insurance Group como miembro del Consejo de Administración del Grupo. Al año siguiente, fue nombrada directora global de suscripción del grupo. De 2012 a 2013, fue directora ejecutiva del grupo en Canopius, la aseguradora privada de Lloyd's.
Beale fue nombrada nueva directora ejecutiva de Lloyd's of London en diciembre de 2013, en sustitución de Richard Ward. Es la primera directora ejecutiva de Lloyd's en los 328 años de historia del mercado de seguros.
Beale, que es bisexual, ha sido fundamental en el lanzamiento de Pride@Lloyds, la red interna de aliados para empleados LGBT, y ha apoyado la LGBT Insurance Network.
Contribuyó a poner en marcha el Insurance Supper Club internacional para mujeres ejecutivas en posiciones de liderazgo. En 2015, Beale se convirtió en la primera mujer y la primera persona abiertamente bisexual en ser nombrada número uno en la lista de ejecutivos OUTstanding & FT Leading LGBT.
Beale es presidenta de la Comisión de VIH establecida por organizaciones benéficas contra el SIDA del Reino Unido, Terrence Higgins Trust y National AIDS Trust. La Comisión debía publicar sus recomendaciones en la primavera de 2021. El gobierno del Reino Unido se ha comprometido a poner fin a la transmisión del VIH en el país para 2030 y desarrollará su plan de acción una vez que reciba el informe de la Comisión del VIH.
Beale fue nombrada Dama Comandante de la Orden del Imperio Británico (DBE) en 2017 por sus servicios a la economía.

### Brexit
Beale fue una defensora activa de la necesidad de un entorno operativo empresarial estable en el Reino Unido. En el Foro Económico Mundial de 2018, Beale expresó su preocupación por el impacto en los negocios de las incertidumbres que sigue generando el Brexit.